# Montfullà
Montfullà es una entidad de población española del municipio de Bescanó, perteneciente a la provincia de Gerona, en la comunidad autónoma de Cataluña.

## Historia
A mediados del siglo XIX el lugar, ya por entonces perteneciente a Bescanó, tenía contabilizada una población de 132 habitantes. Aparece descrito en el decimoprimer volumen del Diccionario geográfico-estadístico-histórico de España y sus posesiones de Ultramar de Pascual Madoz de la siguiente manera:

MONTFULLA: l. en la prov. part. jud. y dióc. de Gerona 1 1/2 leg.) aud. terr. c. g. de Barcelona ayunt. de Bescanó. (it. en terreno llano, á la der. del r. Ter, con buena ventilacion y clima saludable; las enfermedades comunes son fiebres intermitentes. Tiene 50 casas, y una iglesia parroquial (San Pedro) de la que es aneja la capilla de Sta. Ana, servida por un cura de ingreso, de provision real y ordinaria. El térm. confina con Salt, Perelló, Vilabrareix y Bescanó. El terreno es de buena calidad; participa de secano y regadio, por medio de las aguas del Ter, y las de la acequia ó canal, que conduce las de este r. desde Bescanó á Gerona. Los caminos son locales, y se hallan en mal estado, prod. trigo, legumbres y maiz. pobl. 30 vec., 132 alm. cap. prod. 2.058,800. imp. 51,470.
(Madoz, 1848, p. 556)

En 2022 la entidad singular de población tenía empadronados 397 y el núcleo de población 315 habitantes.

## Patrimonio
En el lugar hay una iglesia bajo la advocación de San Pedro.